# Chemerina andalusica
Chemerina andalusica är en fjärilsart som beskrevs av Ribbe 1912. Chemerina andalusica ingår i släktet Chemerina och familjen mätare. Inga underarter finns listade i Catalogue of Life.